# Экрув
Экру́в (фр. Écrouves) — коммуна во французском департаменте Мёрт и Мозель региона Лотарингия. Относится к  кантону Туль-Нор.	

## География
Экрув является западным пригородом Туля и самым крупным после Туля городом кантона. Он расположен в 55 км к югу от Меца и в 26 км к западу от Нанси. Соседние коммуны: Панье-деррьер-Барин и Брюле на севере, Туль и Доммартен-ле-Туль на востоке, Домжермен и Шолуа-Менилло на юге, Фуг и Ле-Сен-Реми на западе, Тронд и Ланёввиль-деррьер-Фуг на северо-западе.

## История
- Окрестности Экрува были известны магическим источником, упоминаемым ещё в 859-862 годах, который якобы способствовал излечению золотухи. Это и объясняет название города (от фр. écrouelles, золотуха).
- Экрув был известен своими виноградниками от галло-романского периода вплоть до Первой мировой войны.
- В Экруве на протяжении истории дислоцировались крупные военные силы Франции. Здесь расположены казармы Бауцен, названные по известному сражению 1813 года, эпизоду Войны шестой коалиции, закончившимся победой Наполеона.

## Демография
Население коммуны на 2010 год составляло 4245 человек.
| 1962 | 1968 | 1975 | 1982 | 1990 | 1999 | 2010 |
| ---- | ---- | ---- | ---- | ---- | ---- | ---- |
| 2354 | 3580 | 3703 | 3758 | 3691 | 3670 | 4245 |

## Достопримечательности
- Останки древнеримского тракта Реймс — Туль.
- Старинный форт.
- Канал Марна — Рейн и порт.
- Бывшие казармы 1913 года.
- Монумент жертвам депортации 1942—1944 годов. В Экруве находился перевалочный лагерь, откуда узников депортировали в концентрационные лагеря Германии. Около 2000 человек прошли через лагерь Экрува, включая евреев, политических заключённых и участников Сопротивления.
- Церковь Нотр-Дам-де-Бонскур XIII века.
- Церковь в Гранмениль.

## Администрация
В 1995 году мэр Экрува Франсис Мишель подал в отставку в знак протеста против массового голосования жителей города за Национальный фронт в первом туре президентских выборов, когда Ле Пен, Жан-Мари получил в Экруве 25,44 % голосов.